# Centaurea trinervia
Centaurea trinervia là một loài thực vật có hoa trong họ Cúc. Loài này được Steven ex Willd. mô tả khoa học đầu tiên năm 1803.